# 狩野勝
狩野 勝（かのう まさる、1935年4月26日 - ）は、日本の政治家。自由民主党所属の衆議院議員（2期）。

## 来歴
群馬県出身。1958年、中央大学法学部を卒業。1974年、千葉県議会議員へ初当選し、5期にわたって務めた。1987年5月15日、千葉県議会議長に就任。1990年の第39回衆議院議員総選挙では、自由民主党から旧千葉4区に立候補して初当選。1993年の第40回衆議院議員総選挙でも、同選挙区で再選を果たした。その後、村山内閣において厚生政務次官となった。
1996年の第41回衆議院議員総選挙では、千葉5区から3選を目指したが次点に終わった。2000年の第42回衆議院議員総選挙でも同選挙区から立候補したものの、返り咲くことはできなかった。2002年12月4日、自由民主党本部に千葉県第五選挙区支部長の辞任届を提出し、「後進の育成に努めたい」として政界引退を表明した。
2005年、旭日中綬章を受章した。